# シェイプ・オブ・マイ・ハート
「シェイプ・オブ・マイ・ハート」(Shape of My Heart)は、イギリスのシンガーソングライター、スティングの楽曲。5枚目のソロ・アルバム『テン・サマナーズ・テイルズ』に収録されており、第五弾シングルカットとしてリリースされた。

## 概要
「シェイプ・オブ・マイ・ハート」は1990年からスティングの活動に参加していたギタリストのドミニク・ミラーとの共作で生まれた。1994年公開の映画『レオン』では挿入歌として使用された。

## サンプリング
宇多田ヒカルは自身のアルバム『First Love』に収録されている「Never Let Go」で「シェイプ・オブ・マイ・ハート」のギターフレーズをキーボードで弾き直した上でサンプリングしている。
クレイグ・デイビッドは「シェイプ・オブ・マイ・ハート」をリアレンジした「ライズ&フォール」を2002年にリリースし、2003年にはシングルカットもされた、この曲にはスティングもボーカルで参加している。